# Gouden Leeuw

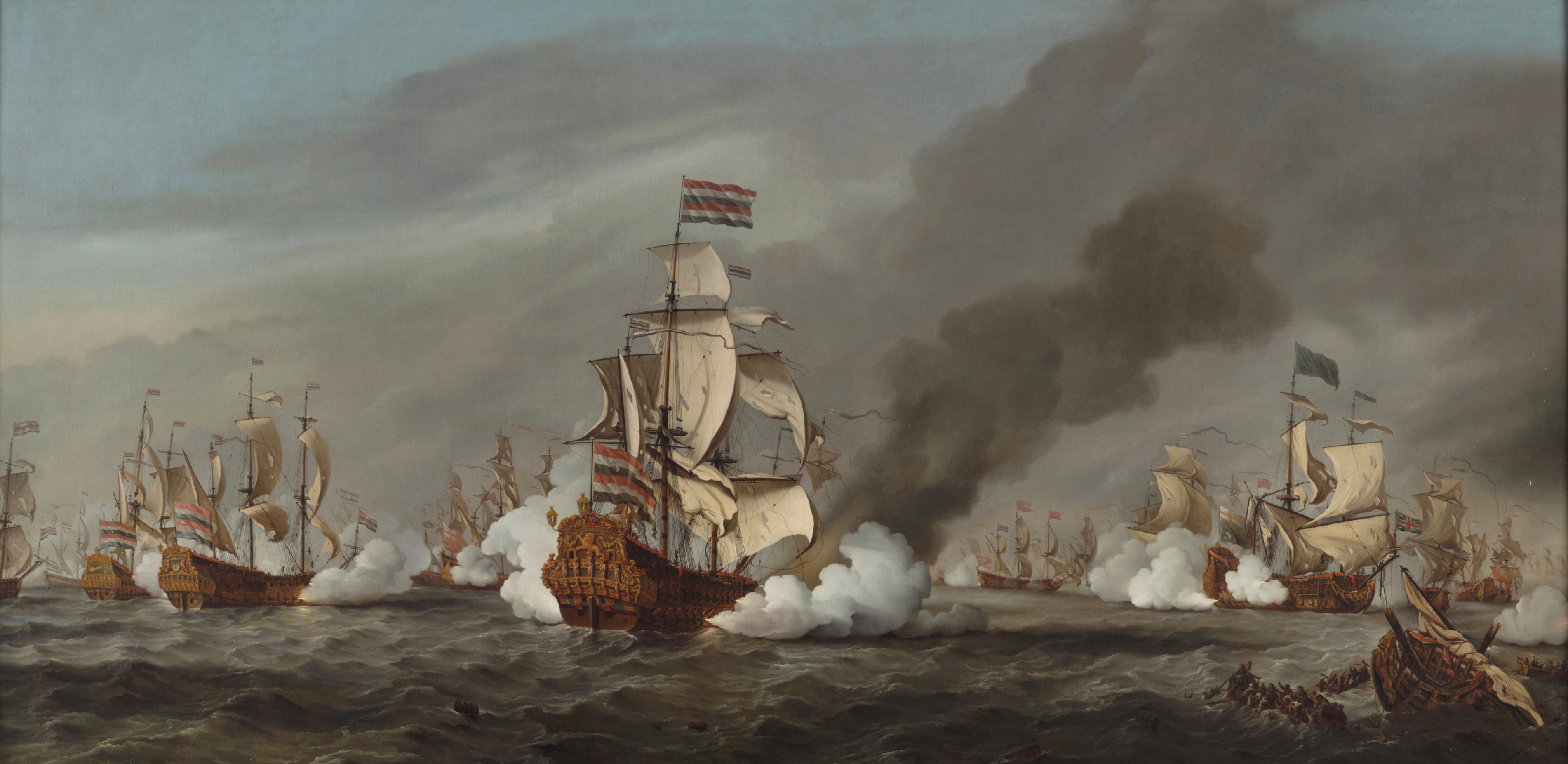
La Bataille du Texel, 121 août 1673 de Willem van de Velde le Jeune, peint en 1683. Le vaisseau au centre est le Gouden Leeuw, navire amiral de Cornelis Tromp.

Le Gouden Leeuw (« Lion d'or » en néerlandais) était un navire de ligne de la marine de la république des Provinces-Unies. Il était armé par 80 à 82 canons. 

## Historique
Il fut construit en 1666 par l'Amirauté d'Amsterdam pendant la deuxième guerre anglo-néerlandaise et fut pour un temps le plus grand navire de guerre néerlandais. Lors de la troisième guerre anglo-néerlandaise le navire servit de vaisseau amiral pour le Lieutenant-Amiral Cornelis Tromp avec Thomas Tobiasz en tant que second, lors de la bataille du Texel. Il termina son service en 1686 et fut démembré,.